# Dacine, Semenivka
Dacine (în ucraineană Дачне) este un sat în comuna Hotiivka din raionul Semenivka, regiunea Cernihiv, Ucraina.

## Demografie
Componența lingvistică a localității Dacine
     Ucraineană (100%)
Conform recensământului din 2001, toată populația localității Dacine era vorbitoare de ucraineană (100%).